# René Ramos Latour
René Ramos Latour (Antilla, 12 maggio 1932 – Santo Domingo, 30 luglio 1958) è stato un rivoluzionario cubano, importante comandante del Movimento del 26 luglio durante la Rivoluzione cubana.

## Biografia
Latour Fu un comandante dell'Esercito Ribelle cubano durante la Rivoluzione cubana, d'ideologia liberale fu uno strenuo oppositore delle idee marxiste di Che Guevara. Morì in una rissa esplosa nella fattoria "El Jobal" nel comune di Santo Domingo, alla sua morte Guevara ebbe a dichiarare "profonde divergenze politiche ci separavano, però egli sapeva come morire per compiere il proprio dovere e questo mi porta a un impulso interiore che gli ho negato e che devo rettificare".
| Controllo di autorità | VIAF (EN) 43674530 · LCCN (EN) n2003048783 |